# Sphaerostephanos adenostegius
Sphaerostephanos adenostegius är en kärrbräkenväxtart som först beskrevs av Edwin Bingham Copeland, och fick sitt nu gällande namn av Holtt. Sphaerostephanos adenostegius ingår i släktet Sphaerostephanos och familjen Thelypteridaceae. Inga underarter finns listade.